# 市镇 (波兰)

波蘭的市镇

市镇是波兰的第三级行政区划单位，處於縣以下，也是最低级的管理层级，为基层政权。波兰语“gmina”这个词来源于德语“Gemeinde”一词。截至2019年1月1日，波兰共有2477个市镇，共包含了940个城镇与43000个村庄。
1974年以来，市镇成为波兰行政区划的最低级单位。波兰的市镇分为三种类型：
- 城镇型市镇（gmina miejska）302个，辖区内只有一个城镇；
- 城乡型市镇（gmina miejsko-wiejska）638个，辖区包括一个城镇与周围村庄；
- 乡村型市镇（gmina wiejska）1537个，辖区内通常仅有村庄。

一些乡村型市镇的治所在该市镇辖区以外的城镇，例如奥古斯图夫市镇是一个乡村型市镇，市镇行政中心位于奥古斯图夫，而奥古斯图夫自身是城镇型市镇。
各市镇的立法和管理机构是选举出的市镇议会（rada gminy），在城镇型市镇里又称为市议会（rada miasta）。行政权由直选出的市长行使，乡村型市镇的市镇长官职位波兰语名为，大多数城镇型市镇和城乡市镇的市长职位名为，人口40万以上城市的市长职位名为（一些城市人口不足40万但是传统上仍使用该名称）。
若干个市镇组成一个县。每个县的县治都位于城市或城镇，也就是位于城镇型市镇或城乡型市镇内。然而波兰共有66个大中型城市获得了县级市的地位（即拥有县权的市），它们既是市镇又是县（该县只下辖一个市镇），县级权力由市镇的政府部门履行。